# 1520 Imatra
1520 Imatra è un asteroide della fascia principale del diametro medio di circa 53,61 km. Scoperto nel 1938, presenta un'orbita caratterizzata da un semiasse maggiore pari a 3,1079873 UA e da un'eccentricità di 0,1030243, inclinata di 15,26482° rispetto all'eclittica.
L'asteroide prende il nome dalla città finlandese di Imatra.